# Rizzoli & Isles

D'esquerra a dreta: Sasha Alexander (Maura Isles), Bruce McGill (Vince Korsak), Janet Tamaro (guionista) i Angie Harmon (Jane Rizzoli).

Rizzoli & Isles és una sèrie de televisió dels Estats Units de drama criminal protagonitzada per Angie Harmon com a Jane Rizzoli i Sasha Alexander com a Maura Isles. Basada en la sèrie de novel·les Rizzoli & Isles de Tess Gerritsen, la trama segueix la detectiu de la policia d'homicidis de Boston Jane Rizzoli i la doctora Maura Isles, que combinen les seves experiències i personalitats sorprenentment diferents per resoldre casos. Es va estrenar a TNT el 12 de juliol de 2010 i va emetre 105 episodis en set temporades, que van concloure el 5 de setembre de 2016.

## Personatges

### Principals
- Angie Harmon com Jane Clementine Rizzoli, una detectiva de Boston de la Unitat d'Homicidis.
- Sasha Alexander com Maura Dorothea Isles, la doctora forense en cap de la Commonwealth de Massachusetts i la millor amiga de Jane.
- Lorraine Bracco com Angela Rizzoli, mare de Jane, Frankie i Tommy.
- Bruce McGill com Vincent "Vince" Walter Korsak, detectiu i anterior company de Jane, posteriorment sergent-detectiu.
- Lee Thompson Young com Barold "Barry" Frost, segon company de Jane. (Temporades 1–4)
- Jordan Bridges com Francesco "Frankie" Rizzoli, Jr., germà de Jane i oficial de policia.
- Brian Goodman com Sean Cavanaugh, tinent de la Unitat d'Homicidis de Boston. (Temporades 3–4; recorrent, temporades 1–2, 5)
- Idara Victor com Nina Holiday, analista d'escenes de crim i tècnica informàtica, anteriorment detectiva i més endavant parella de Frankie Rizzoli.
- Adam Sinclair com Kent Drake, tècnic de laboratori i ajudant de Maura Isles. (Temporada 7; recorrent, temporada 6)

### Secundaris
- Annabeth Gish com Alice Sands.
- Tina Huang com Susie Chang.
- Brian Dennehy com Detectiu Kenny Leahy.
- Donnie Wahlberg com Tinent Joe Grant, un antic company d'escola de Jane.
- John Doman com Patrick "Paddy" Doyle, cap mafiós i pare biològic i protector de Maura Isles.
- Jacqueline Bisset com Constance Isles, artista visual i mare adoptiva de Maura Isles.
- Colin Egglesfield com Thomas "Tommy" Rizzoli, germà petit de Jane i Frankie. Condemnat per atropellar un sacerdot en un pas de vianants en la seva tercera infracció de la DUI (conducció sota els efectes de droga i/o alcohol). Quan surt de la presó i refà la seva vida s'enamora de Maura Isles.
- Chris Vance com Charles (Casey) Jones, un oficial de l'exèrcit i antic amor de Jane durant l'institut que torna a la seva vida durant la temporada 2.
- Darryl Alan Reed com Rondo, informant de Jane.
- Billy Burke com Gabriel Dean, un agent de l'FBI. Posteriorment s'involucra romànticament amb Jane, però aquesta l'acaba deixant quan veu que ell l'està utilitzant.
- Chazz Palminteri com Francesco "Frank" Rizzoli Sr., pare de Jane, Frankie i Tommy.
- Matthew Del Negro com Giovanni Gilberti.
- Michael Massee com Charles Hoyt, un antic assassí en sèrie que va segrestar i apunyalar Jane i que continua amenaçant-la. Jane finalment el mata quan aquest intenta matar-les a ella i a Maura.
- Sharon Lawrence com Hope Martin, mare biològica de Maura i que és una patòloga forense notable.
- Emilee Wallace com Cailin Martin, filla de Hope i mig-germana de Maura.
- Alexandra Holden com Lydia Sparks.
- Jaz Sinclair com Tasha Williams.

## Temporades
| Temporada | Episodis | Estrena de temporada | Estrena de temporada  | Estrena de temporada | Final de temporada     | Final de temporada    | Final de temporada |
| Temporada | Episodis | Data                 | Espectadors (milions) | 18–49 Rati           | Data                   | Espectadors (milions) | 18–49 Rati         |
| --------- | -------- | -------------------- | --------------------- | -------------------- | ---------------------- | --------------------- | ------------------ |
| 1         | 10       | 12 de juliol de 2010 | 7.55                  | 2.1                  | 13 de setembre de 2010 | 6.56                  | 1.5                |
| 2         | 15       | 11 de juliol de 2011 | 6.38                  | 1.2                  | 26 de desembre de 2011 | 5.79                  | 1.1                |
| 3         | 15       | 5 de juny de 2012    | 5.62                  | 1.2                  | 25 de desembre de 2012 | 4.42                  | 0.8                |
| 4         | 16       | 25 de juny de 2013   | 6.64                  | 1.4                  | 18 de març de 2014     | 3.58                  | 0.7                |
| 5         | 18       | 17 de juny de 2014   | 5.81                  | 1.0                  | 17 de març de 2015     | 3.62                  | 0.6                |
| 6         | 18       | 16 de juny de 2015   | 4.39                  | 0.7                  | 15 de març de 2016     | 2.92                  | 0.5                |
| 7         | 13       | 6 de juny de 2016    | 3.91                  | 0.6                  | 5 de setembre de 2016  | 5.26                  | 0.7                |